# Gloire et Fortune
Gloire et Fortune : La Grande Imposture est une émission de télé-réalité présentée par Pierre Dhostel et diffusée sur M6 du 14 octobre au 11 novembre 2004. Cette émission est une adaptation de The Joe Schmo Show (en). L'émission est arrêtée prématurément après cinq épisodes à la suite d'audiences décevantes,.

## Principe
Mathieu, 21 ans, étudiant en informatique, est un véritable candidat persuadé de pouvoir gagner 40 000 euros en participant à un nouveau jeu de télé réalité qui, en réalité, n'existe pas. En effet, celui-ci sera entouré de comédiens sans qu'il ne le sache. Les éliminations ont été programmées par les producteurs et scénaristes de l’émission.

## Analyse
Cette émission est une caricature de la télé réalité. On y retrouve entre autres des références à Koh-Lanta (système de jeux de confort et d'immunités pour les éliminations), à Bachelor, le gentleman célibataire (lors de l'élimination d'un candidat, c'est non pas une rose qu'on offre aux candidats restants, mais une assiette à l'effigie du candidat éliminé que le présentateur casse, pratique que l’on peut aussi assimiler à l’extinction du flambeau du candidat éliminé dans Koh-Lanta), à Questions pour un champion (lors d'un jeu d'immunité intitulé Questions pour un peloton), à Nouvelle Star (lors d'une épreuve artistique à laquelle André Manoukian et Manu Katché ont participé comme jurés), et au Maillon faible (avec le jeu intitulé Le Magnon faible).

## Comédiens
Les neuf comédiens jouent des rôles stéréotypés :
- Ginie Van de Noort : Sabrina « la bimbo »
- Pascal Nowak : Eddy « le gay »
- Gilles Bellomi : Jean-Claude « l'ex-militaire »
- Jérôme Pauwels : Karl « l'ordure »
- Cindy Meslem : Alysson « la bonne copine »
- Julien Sibre : Paulo « le boulet »
- Stéphanie Hédin : Barbara « la stratège »
- Ahcen Titi : Areski « le lascar »
- Sandra Murugiah : Jennifer « la peste »